# DB-Baureihe Kdl 01
Unter der Baureihenbezeichnung Kdl 01 beschaffte die Deutsche Bundesbahn in den 1950er Jahren einige Kleinstdiesellokomotiven als Rangierschlepper, welche für den Verschub von Lokomotiven und Wagen in Betriebs- und Ausbesserungswerken konzipiert waren. Aufgrund ihrer kurzen Bauform fanden sie gemeinsam mit langen Lokomotiven Platz auf Drehscheiben und Schiebebühnen.

## Beschaffung
Nach einem ersten, als Kdl 15 bezeichneten Prototypen von 1953, wurden 1956 und 1957 zunächst die beiden ersten Serienfahrzeuge von Schöma gebaut. 1958 folgte dann eine Serie von zehn Fahrzeugen. Danach wurde die Produktion und Beschaffung eingestellt.

## Bezeichnung
Der Prototyp von 1953 wurde zunächst als Kdl 15 bezeichnet, dies war im Folgenden auch die Modellbezeichnung des Herstellers Schöma. Die folgenden 12 Rangierschlepper wurden dann als Kdl 01-01 bis Kdl 01-12 bezeichnet. Zum 1. Januar 1968 wurde die Bezeichnung geändert in Kdl 91-01 bis Kdl 91-12. Die erstgebaute Kdl 15 (Baujahr 1953, Fabrik-Nr. 1429) wurde dabei zur Kdl 91-01 umgezeichnet. Die zweitgebaute Kdl 01-01 (Baujahr 1956, Fabrik-Nr. 1763) wurde dagegen frühzeitig ausgemustert und nicht mehr in die 91er Bezeichnungen umgezeichnet. In den 1970er Jahren erfolge eine erneute Umbezeichnung der verbliebenen Maschinen in die Nebenfahrzeugnummern 91 0001 bis 91 0012 (ohne das voranstehende Kdl, z. T. mit Bindestrich, z. T. auch durchgeschrieben ohne Leerstelle).

## Kdl bei Privatbahnen
Schöma lieferte 1955 und 1956 auch drei Rangierschlepper Kdl an Werkbahnen.

## Verbleib
Insgesamt fünf der DB-Kdl sind heute noch erhalten, darunter die grün lackierte 91 0006 des DB-Museums, welche im AW Bremen in den 1980er Jahren aufgearbeitet wurde. Sie ist heute an die IG Nebenbahn Nordhessen ausgeliehen. Die restlichen acht wurden zwischenzeitlich verschrottet.